# Wydawnictwo M
Wydawnictwo M – krakowskie wydawnictwo powstałe w 1989 roku. Jest oficyną wydającą książki z dziedziny religii i kultury.

## Książki
Do tej pory ukazało się blisko 2000 tytułów. Wśród nich znajdują się:
- 11 traktatów teologii dogmatycznej po red. Wolfganga Beinerta
- 4 tomy historii dogmatów pod red. Bernarda Sesboue
- Historia teologii
- Leksykony: teologii fundamentalnej, duchowości katolickiej i franciszkańskiej
- Vademecum katechety
- Słowniki
- modlitewniki

## Serie wydawnicze
Większość książek zebrana jest w serie:
- Aby się modlić
- Biblioteka życia duchowego
- Bliżej Biblii
- Drogi Odnowy
- Zagrożenia wiary
- Biblioteka Ojców Kościoła
- Kierownictwo duchowe
- Szukając Boga
- Nauczanie Jana Pawła II
- Nauczanie Benedykta XVI
- Ćwiczenia ignacjańskie
- Duchowość chrześcijańskiego Wschodu
- Historia dogmatów i teologii
- Psychologia i wiara
- Rekolekcje z...
- Saga o ludziach Biblii
- Spotkania z...
- Świadectwa życia
- Wobec cierpienia
- Wokół rodziny
- Dzieła zebrane Romana Brandstaettera
- Dzieła zebrane ks. Jana Twardowskiego
- Dzieła zebrane ks. Mieczysława Malińskiego
- Biblia Rodzinna.

Nowe serie wydawnicze to:
- Alfabety (wywiady z politykami)
- Powieść z blachą – sensacja, thriller, powieść biblijna i obyczajowa.

Ważnym projektem wydawniczym jest XVI-tomowa edycja Dzieł zebranych Jana Pawła II zbierająca całość nauczania papieża. Dzieła zostały zebrane w 16 tomach. Edycję rozpoczyna 14 encyklik – najważniejszych dokumentów papieskich. W kolejnych tomach uszeregowano według ważności pozostałe dokumenty (adhortacje, listy i konstytucje apostolskie…) oraz nauczanie papieża (orędzia, przesłania, przemówienia okolicznościowe). Następny zbiór stanowią katechezy wygłaszane w ramach audiencji generalnych. Kolejne tomy to kronika 104 papieskich pielgrzymek do Polski, Europy i całego świata. Kolekcję zamykają tomy obejmujące modlitwy i rozważania (Anioł Pański, Droga krzyżowa, Różaniec i inne).
Dokumenty i wypowiedzi w każdym tomie ułożone są chronologicznie i zostały poprzedzone wstępami napisanymi przez specjalistów z danej dziedziny nauczania papieskiego. Na końcu każdego tomu znajdują się indeksy umożliwiające łatwy dostęp do poszukiwanego zagadnienia.
W edycję Dzieł zebranych Jana Pawła II zaangażowało się wiele najdostojniejszych osób. Papież Benedykt XVI udzielił błogosławieństwa czytelnikom i redaktorom. Ksiądz kardynał Stanisław Dziwisz i prezydent RP Lech Kaczyński objęli Dzieła swoim patronatem. Wspiera je także Komitet honorowy pod przewodnictwem księdza kardynała Franciszka Macharskiego. W skład Komitetu weszli m.in. polscy kardynałowie, arcybiskupi i biskupi, rektorzy uczelni katolickich i świeckich, przedstawiciele mediów. Zespół redakcyjny pracuje pod przewodnictwem osobistego sekretarza Jana Pawła II, arcybiskupa Lwowa, księdza Mieczysława Mokrzyckiego oraz kierownika Polskiej Sekcji Sekretariatu Stanu Stolicy Apostolskiej ks. Pawła Ptasznika.

## Autorzy
Wśród autorów wydających w Wydawnictwie M znajdują się m.in.: Daniel Ange, Yann Arthus-Bertrand, Józef Augustyn, Umberto Eco, Jarosław Kaczyński, Lech Kaczyński, Adam Małysz, Roman Polko, Jan Rokita, Bogdan Rymanowski, Roman Brandstaetter, Joachim Gnilka, Jan Paweł II, Thomas Merton, Joseph Ratzinger/Benedykt XVI, Tomasz à Kempis, Franciszek Macharski, Mieczysław Maliński, Jan Twardowski, Hans Urs von Balthasar, Małgorzata Wassermann, George Weigel, Bronisław Wildstein.

## Nagrody
- Nagroda Stowarzyszenia Wydawców Katolickich Feniks 2000 za „Traktaty teologii dogmatycznej” pod. red. Wolfganga Beinerta
- Nagroda Stowarzyszenia Wydawców Katolickich Feniks 2000 za nowatorskie wprowadzenie na rynek religijny multimediów: „Drogowskazy dla Polaków Jana Pawła II i nauczanie Jana Pawła II”
- Nagroda Stowarzyszenia Wydawców Katolickich Feniks 2003 w kategorii nauk kościelnych za „Leksykon teologii fundamentalnej” pod. red. ks. prof. Mariana Ruseckiego
- Nagroda Stowarzyszenia Wydawców Katolickich Feniks 2004 w kategorii książki autora zagranicznego za serię „Historia dogmatów” pod. red. Bernarda Sesbue
- Nagroda Stowarzyszenia Wydawców Katolickich Feniks 2006 w kategorii literackiej za „Dzieła zebrane” Romana Brandstaettera
- Nagroda Feniks Specjalny 2011 za „Dzieła zebrane Jana Pawła II”
- Nagroda Totus 2010 za Dzieła zebrane Jana Pawła II w kategorii „Propagowanie nauczania Ojca Świętego Jana Pawła II” – za pierwszą na świecie serię obejmującą wszystkie dokumenty, przemówienia i homilie, które głosił papież[1].